# Модульный дата-центр
Модульный дата-центр (англ. modular data center) — модульная конструкция, предназначенная для размещения вычислительного оборудования, реализованная по принципу модульного здания. Модульный дата-центр оборудован всей необходимой инженерной инфраструктурой для обеспечения бесперебойного электроснабжения и отведения тепла от оборудования; противопожарными системами, системами безопасности и диспетчеризации. Как и любое модульное здание, модульный дата-центр состоит из блоков — «кубиков», которые изготавливаются на производстве, доставляются по дорогам общего пользования и собираются на площадке в готовую конструкцию. При необходимости, её можно разобрать на блоки и перевезти на другую площадку. Модульные дата-центры предназначены для быстрого развёртывания дата-центра с возможностью постепенного наращивания мощностей.

## Характеристики
Модульные дата-центры эффективны при решений следующих задач:
- Строительство крупных дата-центров с поэтапным вводом ИТ-мощностей в эксплуатацию
- Создание дата-центра на территориях, на которых капитальное строительство затруднено или невозможно
- Наращивание мощности уже имеющегося дата-центра
- Оперативное развёртывание резервного дата-центра

Преимущества модульных дата-центров:
- Снижения суммы инвестиций на строительство дата-центра
- Снижения энергопотребления
- Возможности динамического увеличения ИТ-мощности дата-центра
- Сокращения затрат на модернизацию дата-центра
- Сокращения затрат на эксплуатацию
- Приближения ИТ-ресурсов к месту их использования
- Сокращения срока строительства дата-центра в 2-4 раза (16-20 недель)
- Сокращения срока согласования строительства/размещения (модульный дата-центр не является капитальным строением)
- Минимальных требований к площадке под развёртывание дата-центра, как в открытом уличном исполнении, так и промышленных ангарных зданиях (возможна установка модулей на бетонных плитах или бетонной подушке без фундамента)

Предназначение модульных дата-центров:
- Среднему и крупному бизнесу, государственным компаниям, тяжёлой промышленности, нефтегазодобывающим компаниям — для создания собственных дата-центров.
- Операторам колокации — для создания площадок колокации без значительных единовременных затрат.
- Банковскому сектору, военно промышленности, — для хранения данных с повышенной безопасностью.
- Операторам связи — для расширения пакета услуг.
- Научно-исследовательские институты — для размещения вычислительного оборудования

Конструкция модульных дата-центров - собираются из нескольких блоков, каждый из которых имеет разное предназначение:
- Энерго модуль — предназначен для установки энергетических систем. ГРЩ, ИБП, аккумуляторные батареи.
- Серверный зал — предназначен для установки серверного оборудования и систем отвода теплоизбытков.
- Входная группа — предназначена для доступа персонала в дата-центр.

## История
Бум дата-центров приходится на период 1995—2000 годов. Компаниям было необходимо устойчивое и высокоскоростное соединение с Интернетом и бесперебойная работа оборудования, чтобы разворачивать системы и устанавливать своё присутствие в сети. Разместить оборудование, способное справиться с решением этих задач, было делом непосильным для большинства небольших компаний. Тогда и началось строительство отдельных больших помещений, способных обеспечить бизнес всем необходимым набором решений для размещения компьютерных систем и их эксплуатации. Стали развиваться новые технологии для решения вопросов масштаба и операционных требований столь крупных систем.
Далее получили распространение одномодульные контейнерные дата-центры. Первоначально мобильные контейнерные центры обработки данных использовались американскими военными. Первый коммерческий продукт — Sun Project Blackbox был представлен в 2006 году. В 2009 году компания Google раскрыла информацию о том, что она использует центры обработки данных контейнерного типа с 2005 года.
Естественным развитием этого направления стало многомодульных дата-центров. Технология их создания позволяет оперативно строить и масштабировать развёрнутый объект, а затем наращивать его до уровня крупных дата-центров. По оценкам экспертов, от момента подписания договора до сдачи в эксплуатацию классического дата-центра с площадью 250—300 м² уходит от 7—8 месяцев до 1 года. Для аналогичного модульного дата-центра, благодаря тому, что все его элементы являются типовыми, время на проектирование, поставку, монтаж и ввод в эксплуатацию сокращается до 14—20 недель.
Контейнерные и модульные дата-центры перестали быть нишевым видом бизнеса, вышли из тени и стали существенным фактором роста всего рынка дата-центров сравнительно недавно, на рубеже 2009—2010годов. Распространение модульных дата-центров, увеличение количества не пилотных, а запущенных в коммерческую эксплуатацию объектов — одна из существенных тенденций мирового рынка дата-центров по итогам 2012 года.

## Концепция и развитие
На первом этапе концепция модульных дата-центров традиционно была привязана к морским контейнерам (типоразмер ISO) и рассматривалась как функционально полный дата-центр, размещённый в стандартном металлическом корпусе. Однако развитие концепции модульности постепенно вышло за рамки понятия «контейнерные дата-центр». Вместе с тем последние до сих пор не утратили своего значения и остаются востребованными в различных отраслях экономики.
По мере развития концепции большинство экспертов стало склоняться к иному взгляду на модульные дата-центры. Этот подход предполагает возможность предварительного монтажа и тестирования инженерных и ИТ-подсистем дата-центра в контейнер, который представляет собой металлическую конструкцию в форме прямоугольного параллелепипеда произвольных, но стандартизованных производителем размеров.
Появление контейнерных, а затем и модульных дата-центров дало толчок к формированию новой парадигмы создания дата-центров, так называемой Data Center 2.0. По мнению её авторов, она провозглашает отход от традиционного варианта строительства дата-центров, который базировался на бизнес-модели дата-центр как здания, помещения, сдаваемого в аренду. Новая концепция позволяет рассматривать дата-центр как элемент ИТ, своеобразный программно-аппаратный комплекс, с помощью которого клиентам предлагаются различные услуги.